# Trimmatom
Trimmatom är ett släkte av fiskar. Trimmatom ingår i familjen smörbultsfiskar.
Kladogram enligt Catalogue of Life: